# 阿诺库尔
阿诺库尔（法語：Hannocourt，法語發音：[anɔkuʁ]）是法国摩泽尔省的一个市镇，属于萨尔堡-萨兰堡区。

## 地理
阿诺库尔（48°54'28"N, 6°26'30"E）面积4.21 平方千米，位于法国大東部大區摩泽尔省，该省份为法国东北部内陆省份，是洛林的一部分，西南接默尔特-摩泽尔省，东临下莱茵省，北与卢森堡和德国接壤。
与阿诺库尔接壤的市镇（或旧市镇、城区）包括：弗雷姆里、奥龙、普雷沃库尔、坦克里、维维耶。

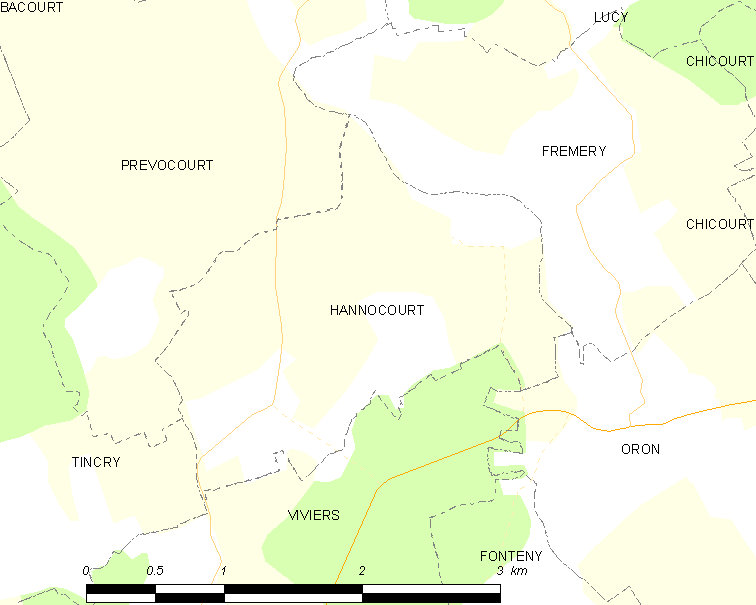
阿诺库尔的OSM定位图

阿诺库尔的时区为UTC+01:00、UTC+02:00（夏令时）。

## 行政
阿诺库尔的邮政编码为57590，INSEE市镇编码为57292。

## 政治
阿诺库尔所属的省级选区为索努瓦县。

## 人口

1962-2008年间阿诺库尔人口变化图示

阿诺库尔于2022年1月1日时的人口数量为15人。